# Ластруп
Ластруп (нім. Lastrup) — сільська громада в Німеччині, розташована в землі Нижня Саксонія. Входить до складу району Клоппенбург.
Площа — 85 км2. Населення становить 7315 ос. (станом на 31 грудня 2021).